# Обобщённая тригонометрия
Обобщённая тригонометрия — совокупность различных обобщений определений и результатов классической тригонометрии.
Обычная тригонометрия изучает треугольники в евклидовой плоскости {\displaystyle \mathbb {R} ^{2}}. Существует несколько способов определения обычных тригонометрических функций евклидовой геометрии в вещественных числах: через прямоугольный треугольник, единичную окружность, ряды, дифференциальные и функциональные уравнения. Разработка обобщений тригонометрических функций часто заключается в адаптации одного из вышеперечисленных методов к ситуации, в которой не используются вещественные числа евклидовой геометрии. В общем случае тригонометрию можно рассматривать как изучение троек точек в любой геометрии и любом пространстве. Треугольник — это многоугольник с наименьшим числом вершин, поэтому одним из направлений для обобщения является изучение многомерных аналогов углов и многоугольников: телесный угол и многогранники, такие как тетраэдры и {\displaystyle n}-симплексы.

## Тригонометрия
- В сферической тригонометрии изучаются треугольники на поверхности сферы. Тождества для сферических треугольников записываются в терминах обычных тригонометрических функций, но отличаются от тождеств для плоских  треугольников.
- Гиперболическая тригонометрия:
  1. Исследование гиперболических треугольников в гиперболической геометрии с помощью гиперболических функций.
  2. Использование гиперболических функций в евклидовой геометрии — единичный круг параметризуется точкой {\displaystyle (\cos t,\sin t)}, тогда как равносторонняя гипербола параметризуется точкой {\displaystyle ({\mbox{ch}}\,t,{\mbox{sh}}\,t)}.
  3. Гиротригонометрия — форма тригонометрии, используемая в гировекторном[англ.] подходе к гиперболической геометрии, имеющая приложения в специальной теории относительности и квантовых вычислениях.
- Рациональная тригонометрия[англ.] — теория канадского математика Н. Дж. Уайлдбергера, основной идеей которой является замена понятия длины на «квадрант» (квадрат евклидова расстояния) и понятия угла на «разброс» (квадрат синуса соответствующего угла).
- Тригонометрия для геометрии городских кварталов[1].
- Тригонометрия пространства-времени[2].
- Нечёткая качественная тригонометрия[3].
- Операторная тригонометрия[4].
- Решёточная тригонометрия[5].
- Тригонометрия на симметричных пространствах[6][7][8].

## Более высокие размерности
- Полярный синус[англ.].
- Тригонометрия тетраэдра[англ.][9]:
  - Теорема синусов для тетраэдров.
- Симплексы с «ортогональным углом» — теоремы Пифагора для {\displaystyle n}-симплексов:
  - Теорема де Гуа — теорема Пифагора для тетраэдра с кубическим углом.

## Тригонометрические функции
- Тригонометрические функции могут быть определены для дробно-дифференциальных уравнений[англ.][10].
- В исчислении шкалы времени[англ.] дифференциальные и разностные уравнения объединены в динамические уравнения на шкале времени, которые также включают q-разностные уравнения[англ.]. Тригонометрические функции могут быть определены в произвольной шкале времени (подмножество вещественных чисел).
- Определения синуса и косинуса через ряды позволяют определить эти функции на любой алгебре, где эти ряды сходятся, например над комплексными числами, p-адическими числами, матрицами и различными банаховыми алгебрами.

## Другое
- Полярные/Тригонометрические формы гиперкомплексных чисел[11][12]
- Полигонометрия — тригонометрические тождества для нескольких различных углов[13].